# Grodzisko, Piski
Grodzisko [ɡrɔˈd͡ʑiskɔ] (tiếng Đức: Burgdorf)  là một ngôi làng ở quận hành chính của Gmina Biała Piska,thuộc huyện Piski, Warmińsko-Mazurskie, ở miền bắc Ba Lan. Nó nằm khoảng 13 kilômét (8 mi)   về phía tây nam của Biała Piska (tiếng Đức: Bialla), 16 km (10 mi) phía đông nam Pisz (tiếng Đức: Johannisburg) và 102 km (63 mi) phía đông thủ đô khu vực Olsztyn (tiếng Đức: Allenstein).
Nằm ngay trên tiền chiến (Đông Phổ) - (biên giới Ba Lan), được phân định bởi sông Julian Fluss (sông). Trước năm 1945, khu vực này là một phần của (Đức).